# Van der Wyck

Geslachtswapen (1814, 1816)

Van der Wyck (ook: Van der Wijck) is een uit Neede afkomstige familie waarvan leden sinds 1814 tot de Nederlandse adel behoren.

## Geschiedenis
De stamreeks begint met de soldaat Herman van der Wyck (†1651) die in 1613 in Zutphen trouwde en zich daarna te Neede vestigde. Zijn nageslacht verbleef ook in die contreien en vanaf zijn kleinzoon werden bestuursfuncties vervuld, zowel op lokaal, provinciaal als nationaal niveau, onder wie burgemeesters en een minister. Ook leverde het geslacht (top)ambtenaren, ook in Nederlands-Indië waaraan het ook een gouverneur-generaal van Nederlands-Indië leverde. Daarnaast leverde het geslacht vele (hoge) militairen, juristen en diplomaten, naast een hoogleraar. In de tweede helft van de 20e en in de 21e eeuw bekleden leden topfuncties in het bedrijfsleven.
Een nazaat, Jan Hendrik van der Wyck, heer van Stoevelaar (1731-1809) trachtte lid te worden van de (oude) Ridderschap van Overijssel, maar dat lukte hem niet.
Bij Souverein Besluit van 28 augustus 1814 werden twee leden van het geslacht benoemd in ridderschappen waardoor zij en hun nageslacht tot de Nederlandse adel gingen behoren met het predicaat jonkheer/jonkvrouw. Tussen 1816 en 1869 werden nog verschillende andere leden van het geslacht verheven in de Nederlandse adel. Andere telgen verzochten niet om adelsverheffing.
Het geslacht is sinds de 18e eeuw eigenaar van Huis Archem te Ommen. Daarnaast bezaten leden van het geslacht de havezaten Stoevelaar en De Klencke.

## Enkele bekende telgen
Johannes van der Wyck (1645-1724), ontvanger-generaal van Salland
- Mr. Berend Hendrik van der Wyck (1692-1732), stamvader van de oudste tak
- Nicolaas van der Wyck (1700-1766), stamvader van de jongste tak

### Oudste tak

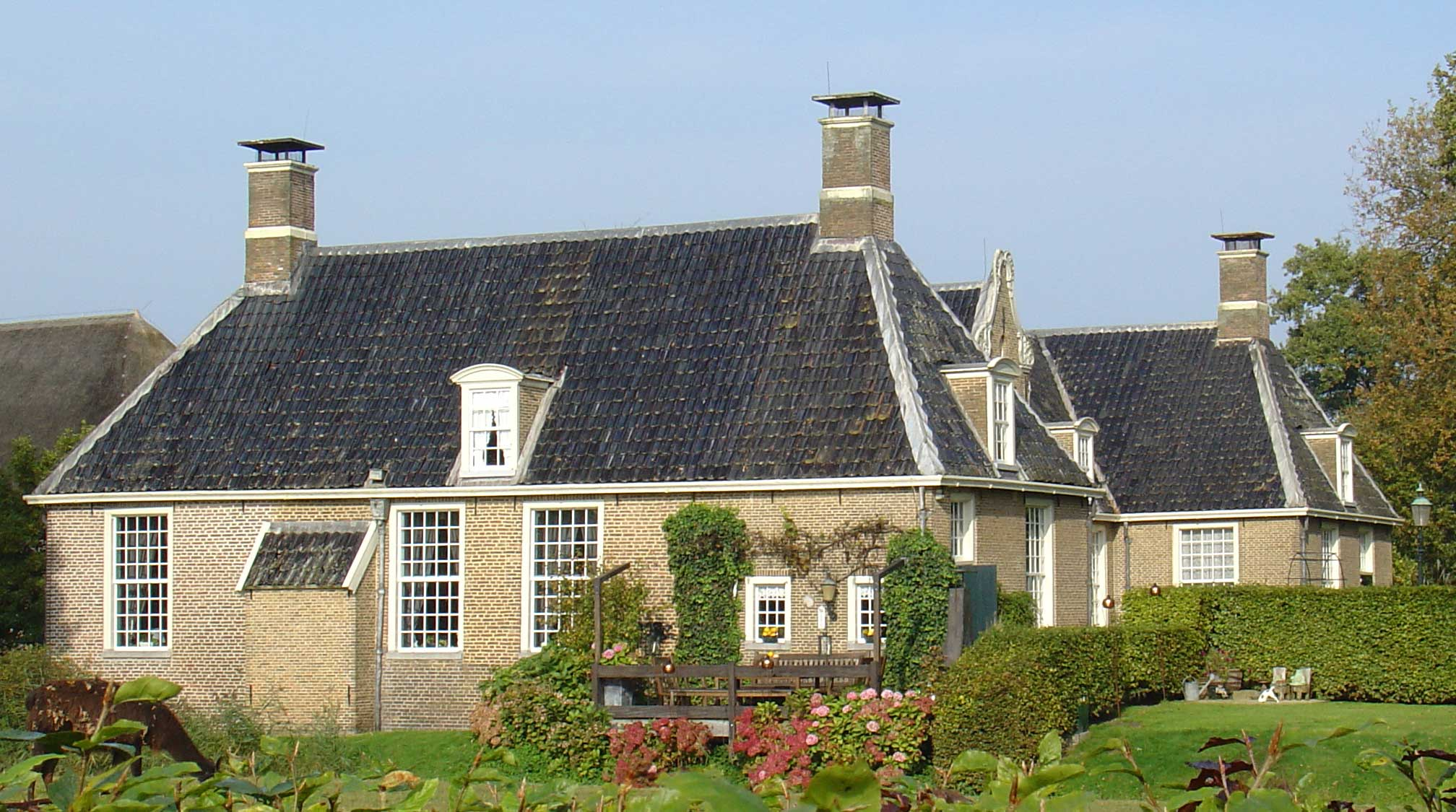
De Klencke (2007)

Mr. Berend Hendrik van der Wyck (1692-1732), richter van Delden
- Jacob van der Wyck (1726-1790), extra-ordinaris Raad van Justitie te Batavia; trouwde in eerste echt in 1752 met Folconia Sibylla ten Oever (1715-1778)
  - Berend Hendrik ten Oever van der Wyck (1755-1834)
    - Jhr. Frederik Hendrik Gerrit Jan van der Wyck (1795-1870), kapitein
      - Prof. jhr. dr. Bernard van der Wijck (1836-1925), filosoof, hoogleraar
- Jan Hendrik van der Wyck, heer van Stoevelaar (1731-1809)
  - Jhr. mr. Derk Jan van der Wijck, heer van De Klencke (1760-1847), advocaat en bestuurder
    - Jhr. mr. Jacob Marius van der Wyck, heer van De Klencke (1786-1868), kolonel
      - Jkvr. Dederika Martina Jacoba Glaudina van der Wijck (1821-1907); trouwde in 1855 met haar achterneef Carel Anastasius Leopold van der Wyck, heer van Stoevelaar (1804-1885), directeur postkantoor

    - Jhr. mr. Hendrik Jan Leopold van der Wyck (1792-1860), burgemeester van Oosterhesselen en lid Provinciale Staten van Drenthe
    - Jhr. mr. Hendrik Jacob Pieter van der Wyck, heer van De Klencke (1796-1884), belastingontvanger en lid Provinciale Staten van Drenthe
    - Jhr. mr. Haro van der Wyck (1798-1844), jurist
      - Jkvr. Martina Theodora Agatha van der Wijck (1833-1919); trouwde in 1867 met mr. Evert Godfried Colson Aberson (1824-1886), jurist
      - Jhr. Derk van der Wijck, heer van De Klencke (1835-1893)
        - Jkvr. Elisabeth Jacoba van der Wijck (1879-1961), laatste eigenaresse van De Klencke

      - Jhr. Jan Arent Godert van der Wijck (1837-1903), burgemeester

  - Jhr. Harmen Jan van der Wyck (1769-1847), generaal-majoor
    - Jhr. Carel van der Wijck (1797-1852), generaal
    - Jhr. mr. Herman Constantijn van der Wijck (1815-1889), resident en lid Raad van Indië
      - Jhr. Carel Herman Aart van der Wyck (1840-1914), onder andere gouverneur-generaal van Nederlands-Indië
        - Jhr. mr. Herman Constantijn van der Wijck (1875-1951), directeur cultuurmaatschappij
          - Jhr. mr. Carel Herman Aart van der Wyck (1901-1969), directeur cultuurmaatschappij
            - Jkvr. Carla Françoise van der Wyck (1924-1998); trouwde in 1946 met haar achterneef mr. Herman Constantijn Schoch (1910-1990), diplomaat

          - Jhr. dr. ir. Christianus Theodorus Franciscus van der Wijck (1903-1998), hoofdingenieur PTT
            - Jhr. ir. Herman Charles van der Wijck (1961), consultant, hoofd van het geslacht[1]

          - Jhr. mr. Hendrik Lodewijk van der Wyck (1907-1986), kolonel, directeur cultuurmaatschappij
            - Jhr. Hubert Jan Margarethus van der Wyck (1936), directeur ondernemingen in de Rotterdamse haven, bestuurder en lid van de Sociaal-Economische Raad

        - Jkvr. Caroline Angélique van der Wijck (1877-1936); trouwde in 1897 met jhr. mr. Andries Cornelis Dirk de Graeff (1872-1957), onder andere gouverneur-generaal van Nederlands-Indië

      - Jhr. Herman Marinus van der Wijck (1843-1932), minister
      - Jhr. mr. Herman van der Wijck (1844-1909), ambtenaar, laatstelijk secretaris-generaal van het ministerie van Koloniën, lid Raad van State

### Jongste tak

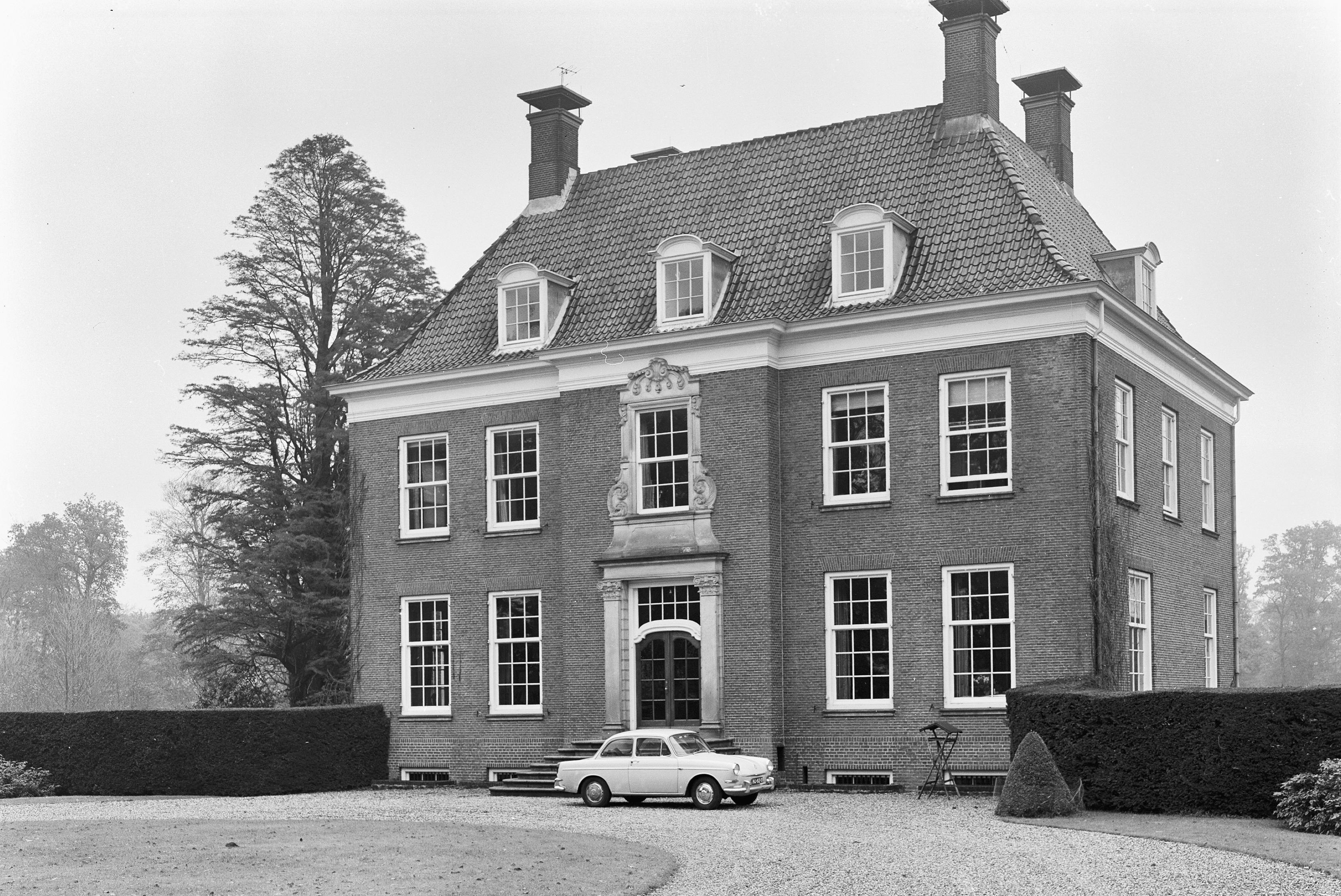
Huis Archem (1966)

Nicolaas van der Wyck (1700-1766), rentmeester, lid gezworen gemeente van Zwolle
- Mr. Joan Derk van der Wyck (1740-1796), onder andere burgemeester van Zwolle
  - Jhr. Frederik Joan Theodorus van der Wijck (1779-1858), generaal-majoor
- Mr. Hendrik Joan van der Wyck, heer van Archem (1744-1787), advocaat, lid gezworen gemeente van Zwolle
  - Jhr. mr. Joan Derk François van der Wyck (1777-1839), raad in de vroedschap van Zwolle, rechter, lid Grote Vergadering van Notabelen (1814)
  - Mr. Hendrik van der Wyck, heer van Archem (1783-1854), belastingontvanger en lid Provinciale Staten van Overijssel
    - Jhr. Frederik Theodorus van der Wyck, heer van Archem (1815-1871), belastingontvanger en markerichter
      - Jhr. Hendrik van der Wijck (1844-1902), burgemeester
      - Jhr. Wolter Gerard van der Wijck, heer van Archem (1847-1914), kolonel, schoolopziener
        - Jhr. Evert Rein van der Wijck, heer van Archem (1876-1934), kapitein, kamerheer; trouwde in 1903 met jkvr. Frederica Sophia Carolina Speelman, vrouwe van Archem (1883-1975), telg uit het geslacht Speelman
          - Jhr. mr. Wolter Gerard van der Wyck (1904-1990), burgemeester, bewoner van Archem
            - Jkvr. Lilian van der Wyck (1936-2025); trouwde in 1958 met mr. Henry Wijnaendts (1932), topdiplomaat en telg uit het geslacht Wijnaendts
            - Jhr. drs. Evert Rein van der Wyck (1938), was werkzaam bij Shell
              - Jhr. drs. Rhoderick van der Wyck (1968), directeur British Telecom; getrouwd van 2002-2014 met mr. Emily Bremers (1970)

            - Jhr. mr. Otto Walraven van der Wyck (1940), financier; was tussen 1967 en 2001 getrouwd met Clara Hermance Duconia barones de Vos van Steenwijk (1945), oudste kind van diplomaat mr. Jan Arend Godert de Vos van Steenwijk, heer van Diepenheim (1908-1978) en telg uit het geslacht De Vos van Steenwijk
              - Jhr. dr. Frederick Duco Walraven van der Wyck MA, heer van Archem en Diepenheim (1983), financier

            - Jkvr. Christa Vera van der Wyck (1942); trouwde in 1970 met jhr. mr. Willem Theophilus Six (1938), oud-ambassadeur en telg uit het geslacht Six

          - Jhr. Helenus Marius van der Wyck (1904-1959), diplomaat

        - Jhr. Frederik Theodorus van der Wyck (1884-1961)
          - Jhr. dr. Henri Wolter Matheus van der Wyck (1927-2001), kunsthistoricus